# کیس میندرس
کیس میندرس (هلندی: Kees Mijnders; ۲۸ سپتامبر ۱۹۱۲ – ۱ آوریل ۲۰۰۲) بازیکن فوتبال اهل هلند بود.

## تیم ملی
وی همچنین در تیم ملی فوتبال هلند بازی کرده‌است.